# Tostig Godwinson
Tostig Godwinson (1026? – 25. září 1066) byl anglosaský hrabě z Northumbrie a bratr krále Harolda II. Godwinsona, posledního korunovaného anglosaského krále Anglie.

## Životopis
Tostig se narodil jako třetí dítě Godwinu z Wessexu a Gythě Thorkelsdóttir. V roce 1051 se oženil s Judith, dcerou flanderského hraběte Balduina IV., nevlastní sestrou Balduina V. a tetou Matildy, která se vdala za Viléma I. Dobyvatele. Tímto se stal Tostig Vilémovým nevlastním strýcem.
Roku 1051 byli Tostig a jeho otec vykázáni z Anglie, do které se vrátili v roce 1052. V roce 1055 se stal Tostig hrabětem z Northumbrie po smrti hraběte Siwarda. Jako vládce byl neoblíbený jak u Dánů, tak u Anglosasů, k prosazení své moci používal vraždy, nechal zavraždit přední členy významných rodin Northumbrie. Na severu Anglie měl bránit území před Skoty, kteří zde útočili, což nečinil z důvodu toho, že nebyl schopen vybírat místní poplatky pro svou neoblíbenost. Jeho bratr Harald II. usiloval v roce 1065 o sjednocení Anglie a bál se možného vylodění v Anglii normanského vévody Viléma, po vzpouře v samotné Northumbrii proti Tostigovi jeho poddanými byl vyhnán ze země. Údajně přesvědčil norského krále Haralda III. Hardradu k napadení Anglie.
Tostig Godwinson padl 25. září 1066 v Bitvě u Stamford Bridge, kde bojoval spolu s norským králem Haraldem III. Hardradou, který vpadl do Anglie se svým vojskem čítajícím přibližně z 11 000 muži ve snaze dobýt anglický trůn proti svému staršímu bratrovi Haroldovi II. Godwinsonovi. V bitvě byli Norové poraženi z důvodu toho, že neočekávali odpor a část útočníku byla rozptýlena. V bitvě padl i norský král.